# Глейзер, Аврам
А́врам (А́ви) Гле́йзер (англ. Avram "Avie" Glazer; родился 19 октября 1960 года в Рочестере) — американский бизнесмен и совладелец спортивных команд, член семьи Глейзеров. Сын Малкольма Глейзера. Является совладельцем холдинга First Allied Corporation, объединяющего различные бизнесы, в первую очередь в сфере пищевой промышленности, а также совладельцем английского футбольного клуба «Манчестер Юнайтед» и клуба НФЛ «Тампа Бэй Баккэнирс» из города Тампа во Флориде, США.

## Биография
Аврам Глейзер родился в еврейской семье Малкольма и Линды Глейзер. Малкольм Глейзер — американский миллиардер. У Аврама есть четыре брата (Джоэл, Кевин, Брайан и Эдвард) и сестра, Дарси.
В 1982 году закончил Американский университет в Вашингтоне.
Вместе с Джоэлом Глейзером является сопредседателем футбольного клуба «Манчестер Юнайтед».
Женат на Джилл Хенкин Глейзер, с которой проживает в Новом Орлеане. Имеет двоих детей, Кендалла и Либби.